# Iuht, Krasîliv
Iuht (în ucraineană Юхт; în trecut, Uleanivka, în ucraineană Улянівка) este un sat în comuna Velîki Zozulînți din raionul Krasîliv, regiunea Hmelnîțkîi, Ucraina.

## Demografie
Componența lingvistică a localității Iuht
     Ucraineană (100%)
Conform recensământului din 2001, toată populația localității Iuht era vorbitoare de ucraineană (100%).